# 작센 선제후국
작센 선제후국(독일어: Kurfürstentum Sachsen, 또한 Kursachsen)은 신성 로마 제국의 카를 4세는 아스카니아의 작센비텐베르크 공국을 세우고 1356년 금인칙서에게 선제후 지위를 부여받고 성립된 국가이다. 면적은 약 40,000 평방 킬로미터 (15,445 평방 마일)로 구성되어 있었다. 아스카니아 가문이 소멸되자, 1423년 베틴 왕조으로부터 마이센 변경백국에게 봉헌되었다. 그는 엘베강 상류에서 드레스덴으로 공작 저택을 옮겼다. 1806년 제국이 해체된 후, 베틴 선제후는 작센을 영토적으로 축소된 왕국으로 승격시켰다.

## 설립

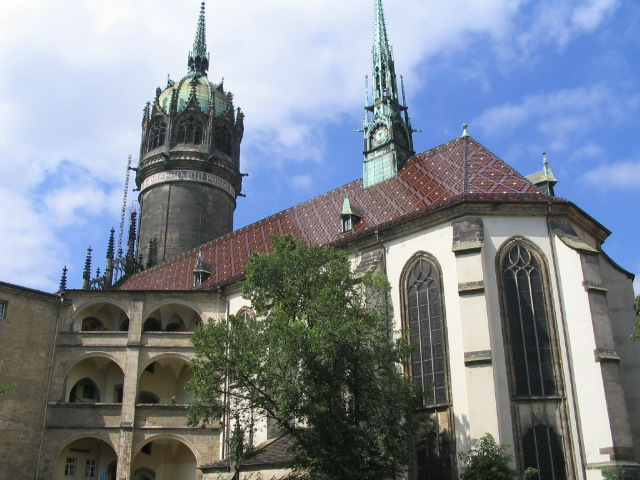
비텐베르크 성 및 교회

중세 작센 공국이 사라진 후, 작센이라는 명칭은 엘베 강 중안에 있는 비텐베르크라는 작은 영주가 처음 차용했다. 1157년 이 지역은 루사티아의 마치에게 속해 있던 지역이었으며, 브란덴부르크의 알브레히트 데어 베어가 소유하고 있었다. 이후 1180년 프리드리히 1세가 하인리히 사자공에게 넘겨주었고, 비텐베르크의 영토는 안할트 공작 베른하르트에게 넘어갔다. 베른하르트의 장남 알베르트 1세는 안할트를 헨리 1세에게 넘겨주었고, 이 영토는 후에 라우엔부르크와 통합되었다. 이후 작센의 영토는 작센라우엔부르크와 작센비텐베르크로 나뉘었다 1314년 선거에서 비테르바흐 가문의 공작인 바이에른의 루트비히가 루트비히 4세로 즉위하며 합스부르크가의 프리드리히를 제압했다.
루트비히는 이후 룩셈부르크 가의 카를 4세에게 왕위를 물려주었다. 1355년 신성 로마 제국 황제가 된 그는 금인칙서를 1356년 반포하여 7명의 선제후가 독일 왕을 선출하는 방식을 정착하는 제국의 기능적 법률을 제정했다. 비텔스바흐 가문과 합스부르크 왕조는 아무것도 얻은 것이 없었으나 작센비텐베르크 공작은 제국의 장군이 되어 선출할 권리를 부여받았다. 이로 인해 영토가 작았음에도 작센비텐베르크는 제국 내에서 영향력을 미치게 되었다.

## 베틴가의 통치
작센비텐베르크는 곧 1422년 알베르트 3세의 죽음으로 소멸되었고, 지기스문트가 후스 전쟁 당시 그를 지지했던 마이센 백작 프리드리히 4세에게 그 영토를 하사했다. 알베르트의 아스카니아 친척인 에리크 5세가 헛되이 항의했다. 7명의 선제후 중 1명인 프리드리히는 베틴 가문의 일원으로 1089년부터 마이센 백국을 통치했었다. 1242년 이 지역은 튀링겐 공국을 병합했고, 1423년 작센비텐베르크와 마이센 백국, 튀링겐은 동군 연합을 이루게 되었다. 이 통합된 영토는 이후 상 작센이라는 명칭을 부여받게 된다.
프리드리히 2세가 1464년 사망함으로써 1485년 8월 26일 라이프치히 조약을 통해 두 아들이 영토를 분할하여 다스리기로 했으나 이는 베틴 가를 에른스틴 계열과 알베르트 계열로 나누는 계기가 된다. 작센 공작 어른스트는 어른스트 계열의 설립자로 옛 작센비텐베르크 영토의 대부분을 차지했고, 튀링겐 공국의 남쪽 영토를 물려받았으나 알베르트 3세는 북튀링겐과 마이센 백국을 물려받는데 그쳤다. 이에 따라 어른스트 계가 더 높은 권위를 물려받았다. 이 분할은 베틴 가문의 적대성을 키웠고, 호엔촐레른 가문이 1415년 브란덴부르크 백국을 선제후국으로 성장시키며 이들과 대립하는 계기를 만든다.